# Comarca de Lugo
La Comarca de Lugo és una comarca de Galícia situada al sud de la província de Lugo. Limita amb la Terra Chá, al nord; amb les comarques de Sarria i Chantada, al sud; amb la comarca de Meira, al nord-est; amb A Ulloa i la Terra de Melide, a l'oest; i amb les comarques d'A Fonsagrada i Os Ancares, a l'est. En formen part els municipis de:
- Castroverde
- O Corgo
- Friol
- Guntín
- Lugo
- Outeiro de Rei
- Portomarín
- Rábade